# Siegfried Kroboth
Siegfried Kroboth (ur. 23 kwietnia 1968 w Berlinie, zm. 14 maja 1973 tamże) – nieletni mieszkaniec Berlina Zachodniego zmarły tragicznie wskutek utonięcia w Sprewie podczas zabawy w strefie granicznej pomiędzy sektorami miasta i zaliczany tym samym do poświadczonych historycznie ofiar śmiertelnych przy Murze Berlińskim.

## Okoliczności wypadku
Siegfried Kroboth dorastał w rodzinie zbiegłej po budowie Muru do zachodniej części Berlina, gdzie zamieszkała w przygranicznym okręgu Kreuzberg. 14 maja 1973 r. chłopiec bawił się w towarzystwie innego dziecka na nabrzeżu Sprewy w pobliżu ruin zniszczonego mostu Brommybrücke, gdzie około godziny 11:50 wpadł do wody. Obecny przy wypadku kolega chłopca zaczął wzywać pomocy, w związku z czym znajdująca się w pobliżu dziewczynka niezwłocznie powiadomiła za pomocą urządzenia alarmowego policję i straż pożarną. Ściągniętym przez strażaków nurkom zabroniono jednak wejść do rzeki z uwagi na fakt, iż wody Sprewy w miejscu wypadku należały terytorialnie do wschodniej strony miasta. Pomimo wołania o pomoc, w związku z zakazem nawiązywania bezpośrednich kontaktów z mieszkańcami Berlina Zachodniego, załogi przepływających w bliskiej odległości dwóch łodzi patrolowych wojsk granicznych NRD nie zdecydowały się na interwencję. Pełniący służbę na moście Oberbaumbrücke żołnierze zareagowali dopiero po głośnym komunikacie dowodzącego akcją ratunkową oficera straży pożarnej, w związku z czym powiadomieni przez tychże nurkowie około godziny 12:40 rozpoczęli akcję poszukiwawczą wyławiając w okolicach godziny 15:50 zwłoki chłopca.
16 maja 1973 r. władze Berlina Wschodniego wydały rodzicom zwłoki syna na przejściu granicznym na moście Oberbaumbrücke. Siegfried Kroboth nie był ich jedynym zmarłym tragicznie dzieckiem – pięć lat wcześniej zamordowana została na terenie wschodniej strony miasta 21-letnia siostra ofiary, której zwłoki wrzucono do wód Sprewy.

### Następstwa
Wypadek, którego okoliczności oraz skutki były identyczne z okolicznościami utonięcia w październiku 1972 r. obok położonego nieopodal nabrzeża przy ulicy Gröbenufer (dziś May-Ayim-Ufer) Cengavera Katrancı po raz kolejny zaważyły na pogorszeniu stosunków pomiędzy dwoma państwami niemieckimi, które na mocy podpisanego niedawno układu o podstawach ich normalizacji (Grundlagenvertrag) uległy odprężeniu. Osiem dni po śmierci Siegfrieda Krobotha rozpoczęte zostały rozmowy pomiędzy przedstawicielami władz Berlina Zachodniego i NRD dotyczące procedur działania w podobnych wypadkach, których skutkiem było wprowadzenie do użytku na początku 1976 r. specjalnych urządzeń alarmowych powiadamiających przy pomocy sygnałów optyczno-akustycznych posterunki wojsk granicznych NRD, które w wyjątkowych sytuacjach zezwalać miały tym samym służbom ratunkowym Berlina Zachodniego na podejmowanie niezbędnych czynności. Do momentu tego życie straciło jednak w podobnych okolicznościach kilkoro innych dzieci, do których należały m.in. Giuseppe Savoca czy Çetin Mert, podobnie jak zmarły jeszcze w 1966 r. Andreas Senk.
Pamięci Siegfrieda Krobotha poświęcono miejsce na tablicy pamiątkowej przy ulicy May-Ayim-Ufer oraz jedno z tzw. okienek pamięci w mauzoleum Gedenkstätte Berliner Mauer przy Bernauer Straße.

## Literatura
Werner Filmer, Heribert Schwan: Opfer der Mauer. Die geheimen Protokolle des Todes. Bertelsmann, München 1991, ISBN 978-3-570-02319-8.
Hans-Hermann Hertle, Maria Nooke: Die Todesopfer an der Berliner Mauer 1961–1989. Ein biographisches Handbuch. Ch. Links, Berlin 2009, ISBN 978-3-86153-517-1.